# Kellina Klein
Kellina Klein (* 22. November 1968 in Schwerte; gebürtig Kellina Riedl) ist eine deutsche Schauspielerin und Synchronsprecherin.

## Leben
Kellina Klein ist die Tochter des österreichischen Schauspielers Kelle Riedl und der deutschen Schauspielerin und Synchronsprecherin Maddalena Kerrh. Durch den Beruf ihrer Eltern kam die in München aufgewachsene Klein bereits als Kind mit dem Film- und Fernsehgeschäft in Berührung. So spielte sie in Fernsehproduktionen wie Das kleine Fernsehspiel und Kli-Kla-Klawitter. Zudem trat sie in Werbespots auf, unter anderem für Weichspüler. Von 1988 bis 1990 ließ sie sich am Gatley-Poole Acting Studio in New York zur Schauspielerin ausbilden.
Ab 1987 war Klein mit ihrer jugendlich klingenden Stimme hauptsächlich als Synchronsprecherin tätig. In der Zeichentrickserie Disneys Gummibärenbande sprach sie in den ersten 21 Folgen den abenteuerlustigen Cubbi. Mehrfach lieh sie Winona Ryder ihre Stimme, so zum Beispiel in Betty und ihre Schwestern (1994), Alien – Die Wiedergeburt (1996) oder Durchgeknallt (1999). Klein synchronisierte zudem von 1990 bis 1994 Shannen Doherty in der Fernsehserie Beverly Hills, 90210, für deren Neuauflage BH90210 von 2019 Klein erneut als Dohertys Synchronsprecherin zum Einsatz kam.
Von 2008 bis 2010 absolvierte Klein eine Ausbildung in Psychologie und Psychotherapie am Zentrum für Naturheilkunde in München. Daneben studierte sie ein Jahr lang Psychologie an der Fernuniversität in Hagen. Als Hypnosetherapeutin und Heilpraktikerin für Psychotherapie betreibt sie seit einigen Jahren eine Hypnosepraxis in Berlin.

## Synchronarbeiten (Auswahl)
Winona Ryder
- 1993: Zeit der Unschuld (The Age of Innocence)
- 1994: Betty und ihre Schwestern (Little Women)
- 1996: Hexenjagd (The Crucible)
- 1996: Alien – Die Wiedergeburt (Alien: Resurrection)
- 1996: Al Pacino’s Looking for Richard (Looking for Richard)
- 1998: Celebrity – Schön. Reich. Berühmt. (Celebrity)
- 1999: Durchgeknallt (Girl, Interrupted)
- 2001: Friends (TV-Serie)

Shannen Doherty
- 1990–1994: Beverly Hills, 90210 (TV-Serie)
- 1992: Verräterische Bilder (Freeze Frame)
- 1994: Almost Dead – Am Rande des Wahnsinns (Almost Dead)
- 1994: Blindfold – Mörderisches Spiel (Blindfold: Acts of Obsession)
- 1997: Nowhere
- 1999: Im Fadenkreuz der Angst (Striking Poses)
- 2019: BH90210 (TV-Serie)

Weitere
- 1985: Disneys Gummibärenbande (Disney’s Adventures of the Gummi Bears) (Zeichentrickserie, 21 Folgen) – Noelle North
- 1993: Unter der Sonne Kaliforniens (Knots Landing) (TV-Serie) – Tonya Crowe
- 1993: Raumschiff Enterprise: Das nächste Jahrhundert (Star Trek: The Next Generation) (TV-Serie) – Shannon Fill
- 1993: Tango Mortale (Tango) – Judith Godrèche
- 1995: Circle of Friends – Im Kreis der Freunde (Circle of Friends) – Minnie Driver
- 1995: Stolz und Vorurteil (Pride and Prejudice) (TV-Miniserie) – Polly Maberly
- 1996: Manchmal kommen sie wieder II (Sometimes They Come Back … again) – Hilary Swank
- 1997: Star Trek: Raumschiff Voyager (Star Trek: Voyager) (TV-Serie) – Kristanna Loken
- 2007: CSI: NY (TV-Serie) – Nelly Furtado